# Grantsville (Virginia Occidental)
Grantsville es un pueblo ubicado en el condado de Calhoun en el estado estadounidense de Virginia Occidental. En el Censo de 2010 tenía una población de 561 habitantes y una densidad poblacional de 468,84 personas por km².

## Geografía
Grantsville se encuentra ubicado en las coordenadas 38°55′14″N 81°5′37″O / 38.92056, -81.09361. Según la Oficina del Censo de los Estados Unidos, Grantsville tiene una superficie total de 1.2 km², de la cual 1.13 km² corresponden a tierra firme y (5.84%) 0.07 km² es agua.

## Demografía
Según el censo de 2010, había 561 personas residiendo en Grantsville. La densidad de población era de 468,84 hab./km². De los 561 habitantes, Grantsville estaba compuesto por el 98.93% blancos, el 0.18% eran afroamericanos, el 0.36% eran amerindios, el 0.36% eran asiáticos, el 0% eran isleños del Pacífico, el 0% eran de otras razas y el 0.18% pertenecían a dos o más razas. Del total de la población el 0.18% eran hispanos o latinos de cualquier raza.